# Santa María (Galápagos)
Santa María ist eine Parroquia rural („ländliches Kirchspiel“) im Kanton San Cristóbal der ecuadorianischen Provinz Galápagos. Sie liegt auf der Insel Floreana. Verwaltungssitz ist die Ortschaft Puerto Velasco Ibarra. Die Parroquia besitzt eine Fläche von 310 ha, wovon 39 ha als „urban“ bezeichnet werden. Die restliche Fläche der Insel gehört zum Nationalpark Galápagos. Die Einwohnerzahl lag im Jahr 2009 bei 138.

## Geschichte
Die Parroquia wurde am 27. September 2001 gegründet (Registro Oficial N° 421). Die Insel Floreana ist auch als „Santa María“ bekannt. Der Name bezieht sich auf das Flaggschiff Santa María von Christoph Kolumbus, mit welcher er 1492 Amerika entdeckte.